# Кэмпбелл, Милт
Милтон Грэй «Милт» Кэмпбелл (англ. Milton Gray „Milt“ Campbell; 9 декабря 1933, Плейнфилд, штат Нью-Джерси, США — 2 ноября 2012, Гейнсвилл, штат Джорджия, США) — американский легкоатлет, чемпион летних Олимпийских игр в Мельбурне (1956).

## Спортивная карьера
Начал свою спортивную карьеру в Plainfield High School, где занимался легкой атлетикой и плаванием. Позже поступил в Университет Индианы Блумингтон и квалифицировался на олимпийские Игры в Хельсинки (1952). на которых, несмотря на то что ему было всего 18 лет, он завоевал серебряную медаль. Через четыре года в Мельбурне (1956) он становится олимпийским чемпионом лишь на 48 очков уступив действовавшему на тот момент мировому рекорду.
Помимо легкой атлетики спортсмен профессионально занимался американским футболом, выступая за клуб Cleveland Browns. В её составе в 1957 г. дошел до финала NFL, в котором, впрочем Кливленд уступил Detroit Lions со счетом 59:14. Затем он в течение нескольких лет выступал в Канадской футбольной лиге, заканчив свою футбольную карьеру в 1964 г.
Впоследствии активно продвигал программы для детей из малообеспеченных семей в Нью-Джерси. Также является известным лектором. В июне 2012 г. был введен в Зал славы штата Нью-Джерси.